# Fraisans
Fraisans est une commune française située dans le département du Jura, en Franche-Comté, dans la région administrative Bourgogne-Franche-Comté.

## Géographie
Fraisans est un petit village franc-comtois situé sur les rives du  Doubs et en bordure de la forêt de Chaux qui est une des plus grandes forêts de France derrière la forêt des Landes et celle d'Orléans.

### Climat
Pour des articles plus généraux, voir Climat de la Bourgogne-Franche-Comté et Climat du département du Jura.
En 2010, le climat de la commune est de type climat des marges montargnardes, selon une étude du Centre national de la recherche scientifique s'appuyant sur une série de données couvrant la période 1971-2000. En 2020, Météo-France publie une typologie des climats de la France métropolitaine dans laquelle la commune est exposée à un climat semi-continental et est dans la région climatique  Jura, caractérisée par une forte pluviométrie en toutes saisons (1 000 à 1 500 mm/an), des hivers rigoureux et un ensoleillement médiocre. 
Pour la période 1971-2000, la température annuelle moyenne est de 10,7 °C, avec une amplitude thermique annuelle de 17 °C. Le cumul annuel moyen de précipitations est de 1 079 mm, avec 12,9 jours de précipitations en janvier et 9,3 jours en juillet. Pour la période 1991-2020, la température moyenne annuelle observée sur la station météorologique de Météo-France la plus proche, « Dannemarie-sur-Crète », sur la commune de Dannemarie-sur-Crète à 10 km à vol d'oiseau, est de 11,3 °C et le cumul annuel moyen de précipitations est de 1 066,6 mm. 
La température maximale relevée sur cette station est de 39,9 °C, atteinte le 25 juillet 2019 ; la température minimale est de −22 °C, atteinte le 9 janvier 1985,,. 
Les paramètres climatiques de la commune ont été estimés pour le milieu du siècle (2041-2070) selon différents scénarios d'émission de gaz à effet de serre à partir des nouvelles projections climatiques de référence DRIAS-2020. Ils sont consultables sur un site dédié publié par Météo-France en novembre 2022.

## Urbanisme

### Typologie
Au 1er janvier 2024, Fraisans est catégorisée bourg rural, selon la nouvelle grille communale de densité à sept niveaux définie par l'Insee en 2022.
Elle appartient à l'unité urbaine de Fraisans, une agglomération intra-départementale regroupant deux  communes, dont elle est une commune de la banlieue,,. Par ailleurs la commune fait partie de l'aire d'attraction de Besançon, dont elle est une commune de la couronne,. Cette aire, qui regroupe 310 communes, est catégorisée dans les aires de 200 000 à moins de 700 000 habitants,.

### Occupation des sols
L'occupation des sols de la commune, telle qu'elle ressort de la base de données européenne d’occupation biophysique des sols Corine Land Cover (CLC), est marquée par l'importance des forêts et milieux semi-naturels (83,6 % en 2018), une proportion identique à celle de 1990 (83,6 %). La répartition détaillée en 2018 est la suivante : 
forêts (83,6 %), terres arables (9,6 %), zones urbanisées (2,7 %), eaux continentales (1,9 %), zones humides intérieures (1,4 %), zones industrielles ou commerciales et réseaux de communication (0,8 %). L'évolution de l’occupation des sols de la commune et de ses infrastructures peut être observée sur les différentes représentations cartographiques du territoire : la carte de Cassini (XVIIIe siècle), la carte d'état-major (1820-1866) et les cartes ou photos aériennes de l'IGN pour la période actuelle (1950 à aujourd'hui).

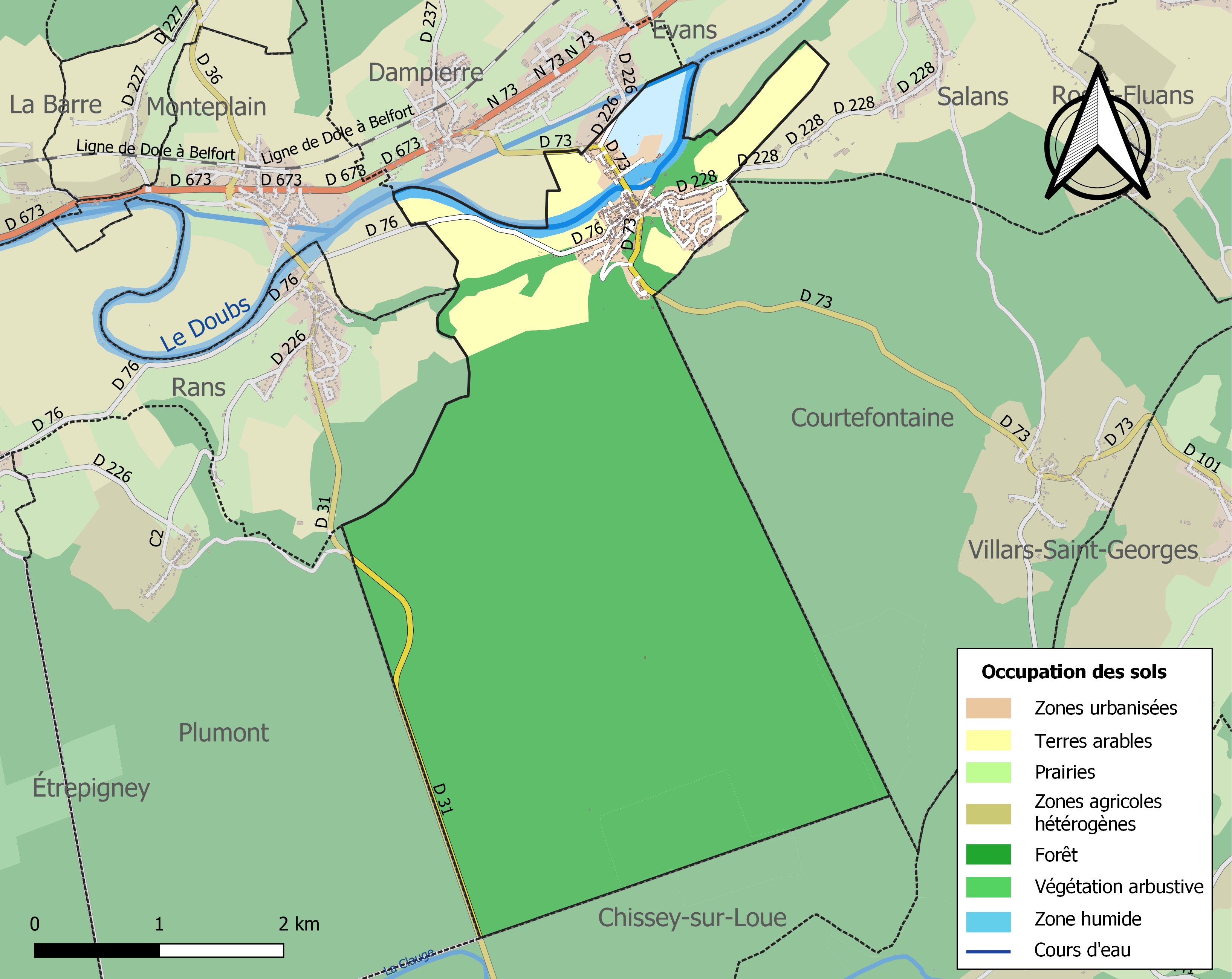
Carte des infrastructures et de l'occupation des sols de la commune en 2018 (CLC).

## Histoire
À Fraisans, au XIXe siècle, il y avait des forges très réputées. C'est ici et en Franche-Comté, qu'une partie des poutrelles de la tour Eiffel ont été fabriquées.

## Politique et administration

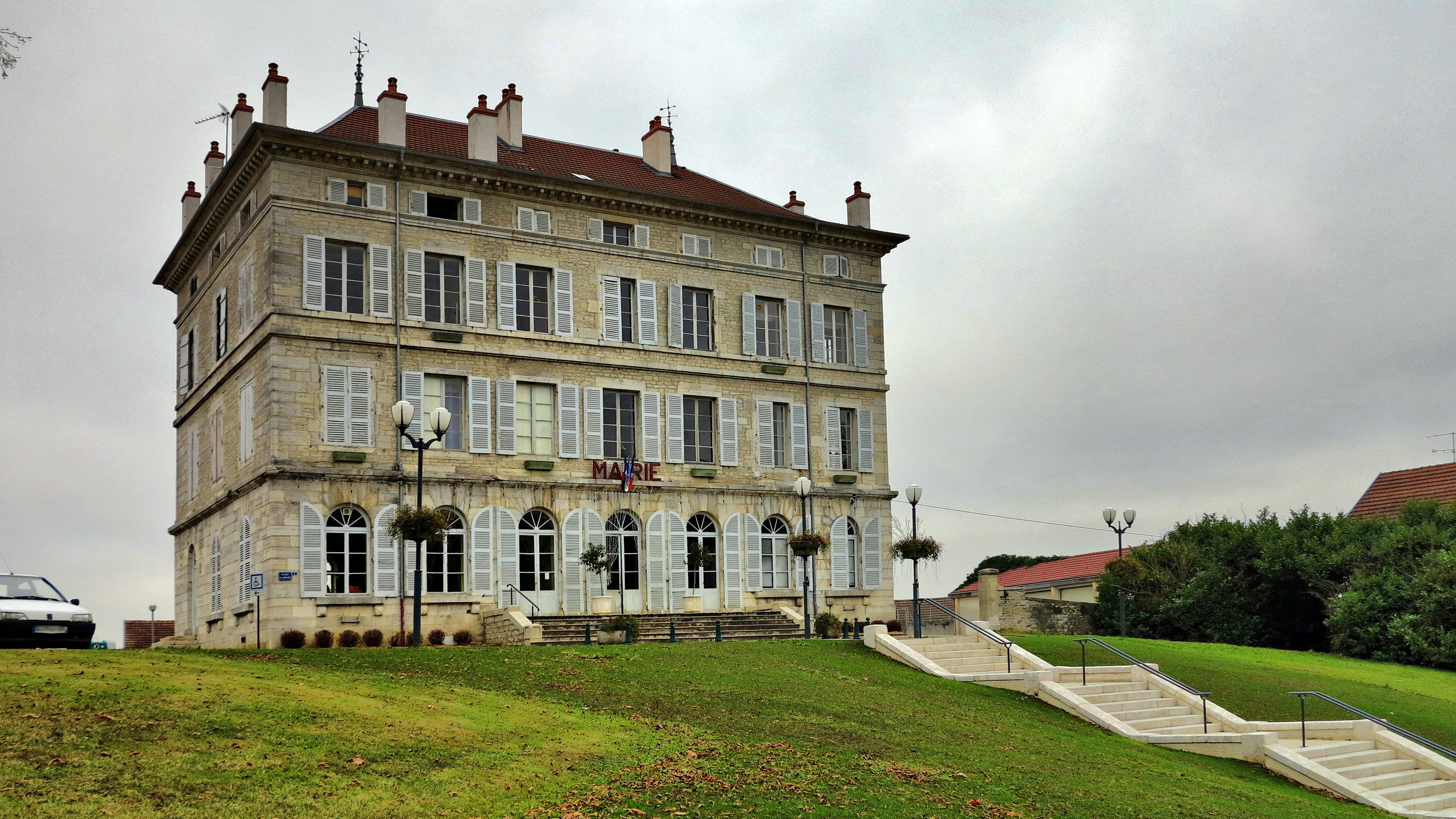
La mairie.

| Période   | Période   | Identité        | Étiquette    | Qualité                                               |
| --------- | --------- | --------------- | ------------ | ----------------------------------------------------- |
| mars 1971 | mars 1977 | André Lebland   | Centre droit | Conseiller général du Canton de Dampierre (1968-1973) |
|           |           |                 |              |                                                       |
| mars 2001 | mars 2008 | Lucien Paulin   | PS           | Conseiller général du Canton de Dampierre (2004-2011) |
| mars 2008 | 2020      | Christian Girod | SE           | Retraité de l'enseignement                            |
| 2020      | En cours  | Hubert Bacot    |              |                                                       |

## Population et société

### Démographie
L'évolution du nombre d'habitants est connue à travers les recensements de la population effectués dans la commune depuis 1793. Pour les communes de moins de 10 000 habitants, une enquête de recensement portant sur toute la population est réalisée tous les cinq ans, les populations de référence des années intermédiaires étant quant à elles estimées par interpolation ou extrapolation. Pour la commune, le premier recensement exhaustif entrant dans le cadre du nouveau dispositif a été réalisé en 2008.

En 2022, la commune comptait 1 170 habitants, en évolution de −4,72 % par rapport à 2016 (Jura : −0,81 %, France hors Mayotte : +2,11 %).
| 1793 | 1800 | 1806 | 1821 | 1831 | 1836 | 1841 | 1846 | 1851 |
| ---- | ---- | ---- | ---- | ---- | ---- | ---- | ---- | ---- |
| 463  | 529  | 515  | 496  | 485  | 506  | 554  | 533  | 526  |

| 1856 | 1861  | 1866  | 1872  | 1876  | 1881  | 1886  | 1891  | 1896  |
| ---- | ----- | ----- | ----- | ----- | ----- | ----- | ----- | ----- |
| 793  | 2 098 | 3 049 | 3 011 | 2 964 | 2 804 | 2 724 | 2 553 | 2 633 |

| 1901  | 1906  | 1911  | 1921  | 1926  | 1931  | 1936 | 1946 | 1954  |
| ----- | ----- | ----- | ----- | ----- | ----- | ---- | ---- | ----- |
| 2 617 | 2 379 | 1 956 | 1 502 | 1 163 | 1 040 | 976  | 758  | 1 027 |

| 1962  | 1968  | 1975  | 1982  | 1990  | 1999  | 2006  | 2008  | 2013  |
| ----- | ----- | ----- | ----- | ----- | ----- | ----- | ----- | ----- |
| 1 056 | 1 026 | 1 078 | 1 108 | 1 089 | 1 240 | 1 222 | 1 218 | 1 241 |

| 2018  | 2022  | - | - | - | - | - | - | - |
| ----- | ----- | - | - | - | - | - | - | - |
| 1 203 | 1 170 | - | - | - | - | - | - | - |

### Manifestations culturelles et festivités
De 2013 à 2025, Fraisans a accueilli le No Logo Festival, manifestation musicale consacrée principalement au reggae et au dub. Organisé chaque année sur trois jours autour de la mi-août, l'évènement a connu un succès immédiat dès sa première édition, accueillant notamment des artistes tels que Capleton, Julian Marley ou Alpha Blondy. Il se tenait sur le site des anciennes forges de la commune et se caractérisait par son refus des subventions publiques et privées, revendiquant ainsi une indépendance financière et un engagement local marqué. Depuis 2026, l'évènement se déroule à Ornans, dans le département voisin du Doubs.

## Culture locale et patrimoine

### Lieux et monuments
- Les anciennes forges[22] dont il reste quelques bâtiments et cheminées. Elles ont employé jusqu'à 1500 ouvriers sur le site de Fraisans réalisant des fabrications importantes telles que le Viaduc de Garabit, le hall de la Gare de Lyon, le Pont Alexandre-III à Paris et de nombreux ponts à l'étranger (Indochine, Egypte).
- L'ancienne maison du maître des Forges[23], transformée en mairie.
- L'église qui surplombe la vallée du Doubs.

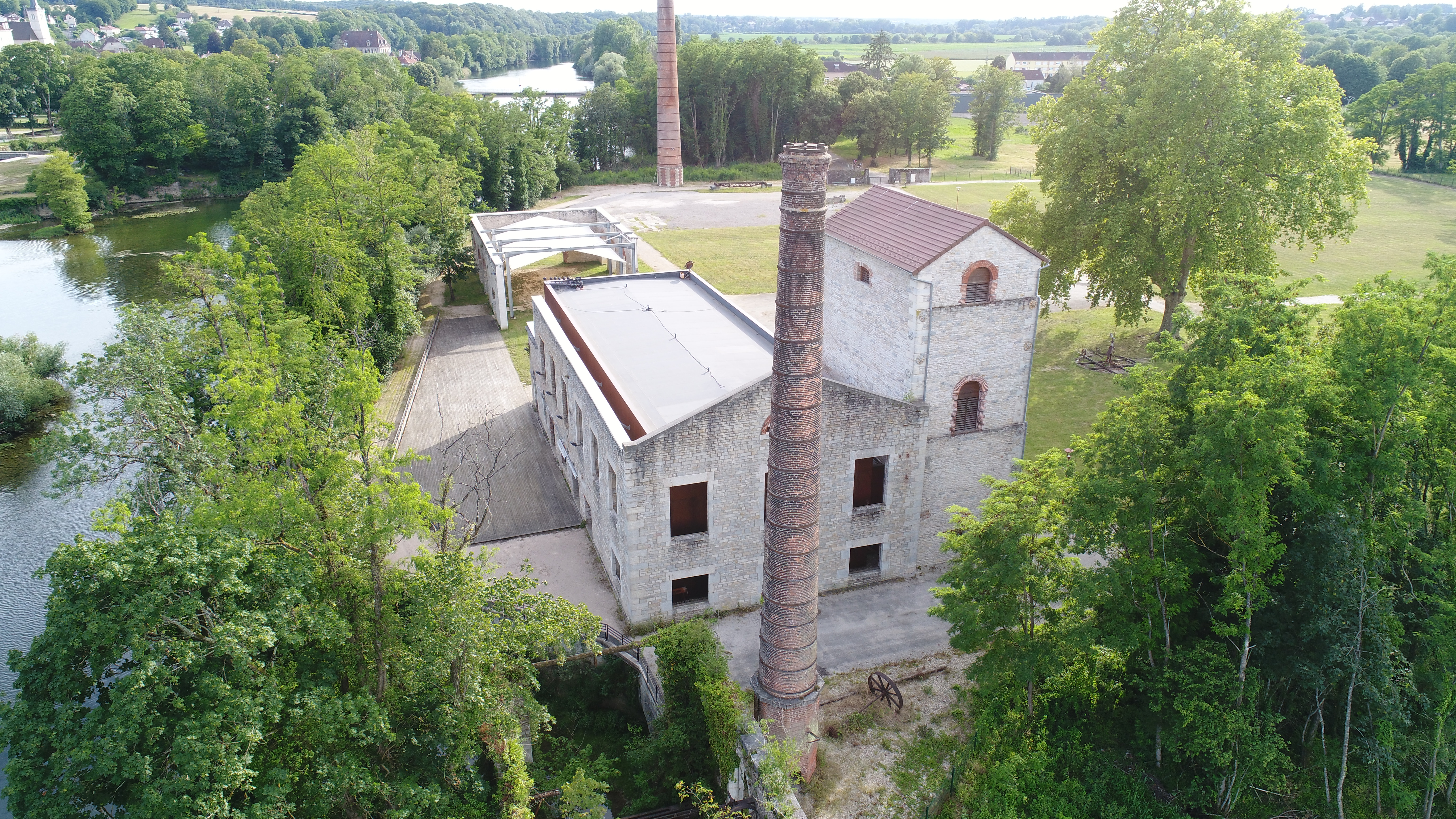
Vue aérienne des nouvelles forges.
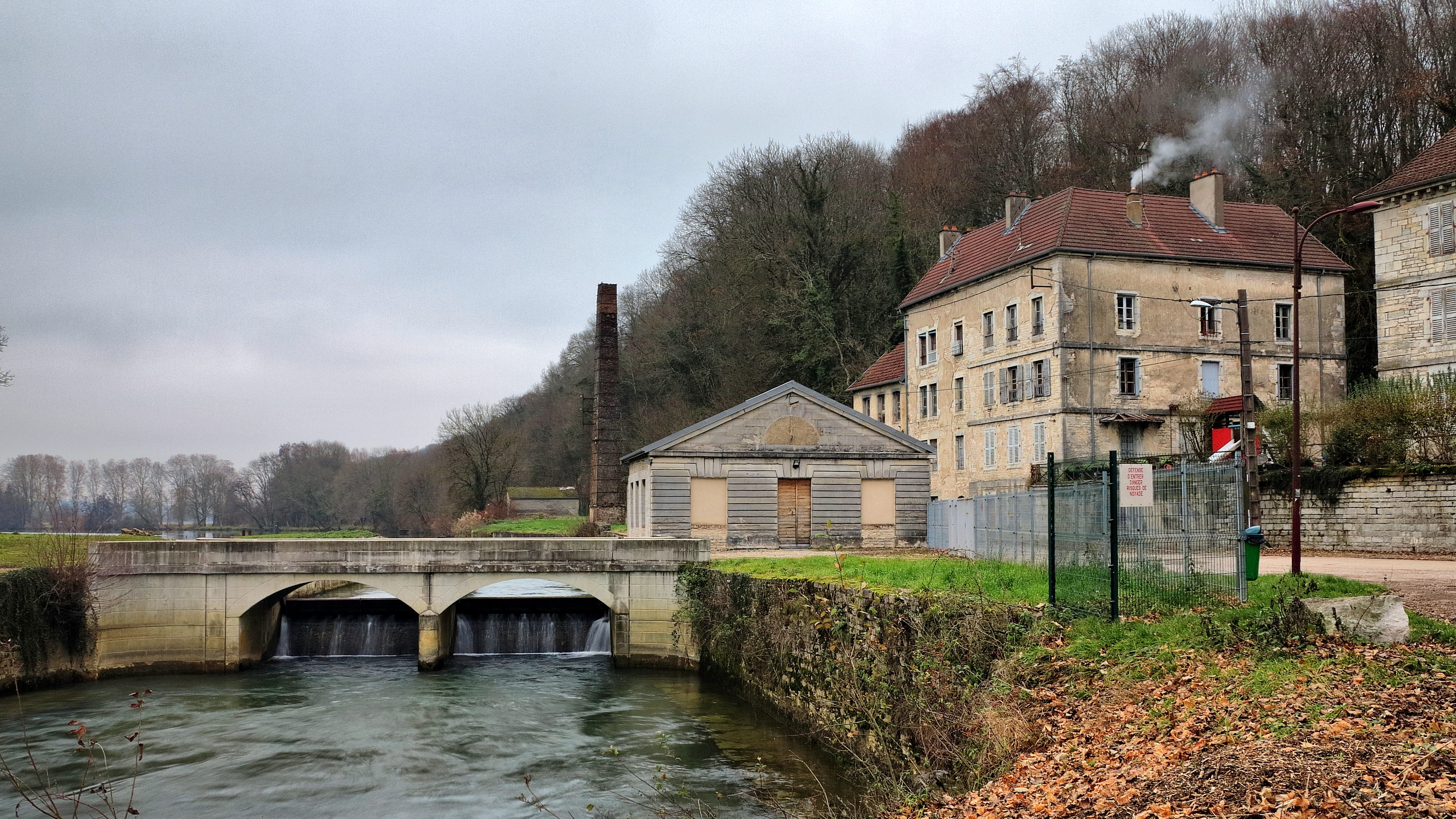
Les anciennes forges au bord du Doubs.
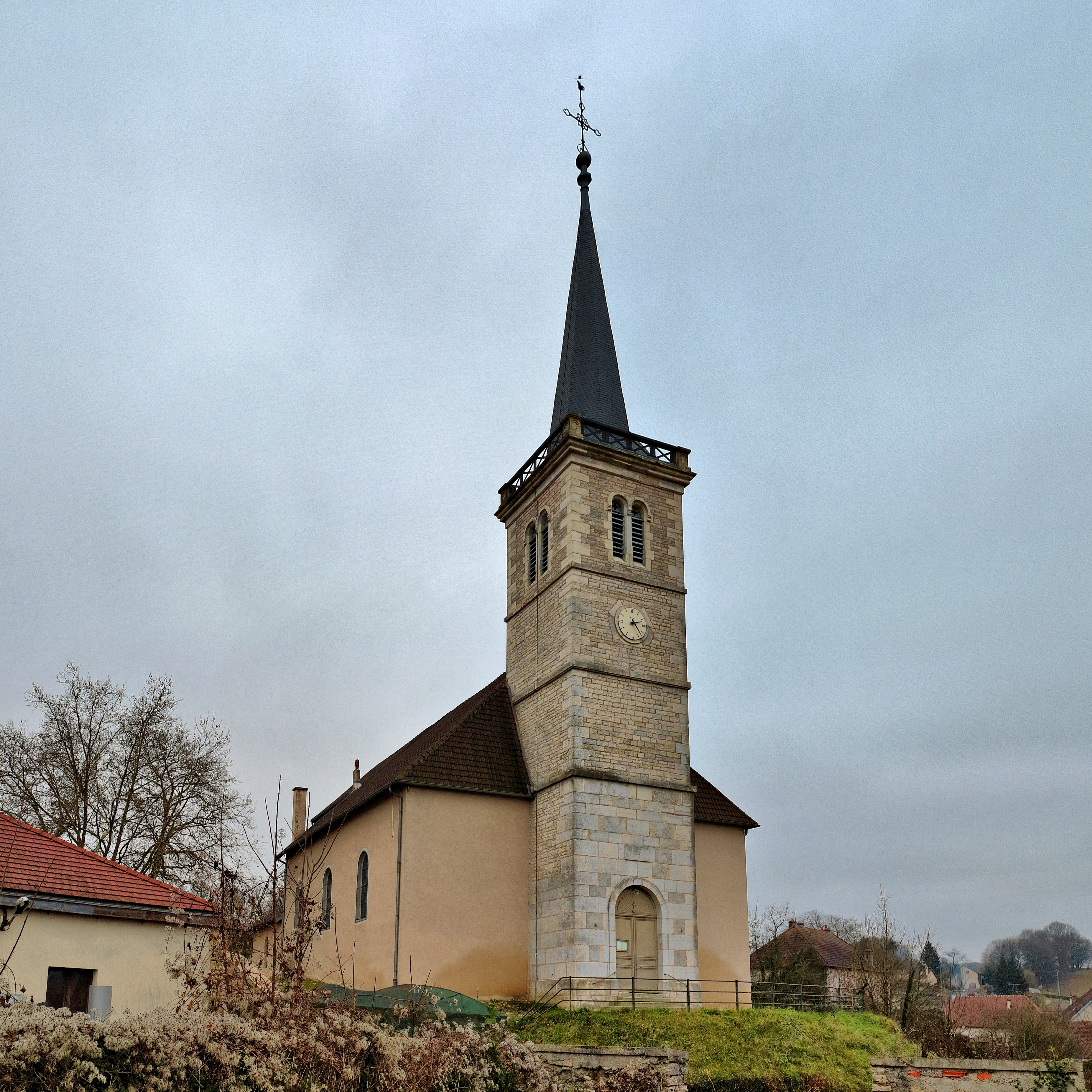
L'église.

### Personnalités liées à la commune
- André Henry (1903-1940), Compagnon de la Libération.

### Héraldique
| Blason de Fraisans | Blason  | D'or au cerf passant sur une terrasse isolée parsemée de touffes d'herbe sèche, le tout au naturel, au chef d'azur à quatre marteaux d'argent affrontés et passés en sautoir deux à deux.     |
| Blason de Fraisans | Détails | Les marteaux évoquent les célèbres forges de Fraisans et le cerf s'inspire des armes d'une ancienne famille locale portant le nom de Fraisans. Adopté par la municipalité le 28 janvier 2010. |